# Cadaba schroeppelii
Cadaba schroeppelii là một loài thực vật có hoa trong họ Capparaceae. Loài này được Suess. mô tả khoa học đầu tiên năm 1951.